# Perlinella drymo
Perlinella drymo är en bäcksländeart som först beskrevs av Newman 1839.  Perlinella drymo ingår i släktet Perlinella och familjen jättebäcksländor. Inga underarter finns listade i Catalogue of Life.

## Bildgalleri

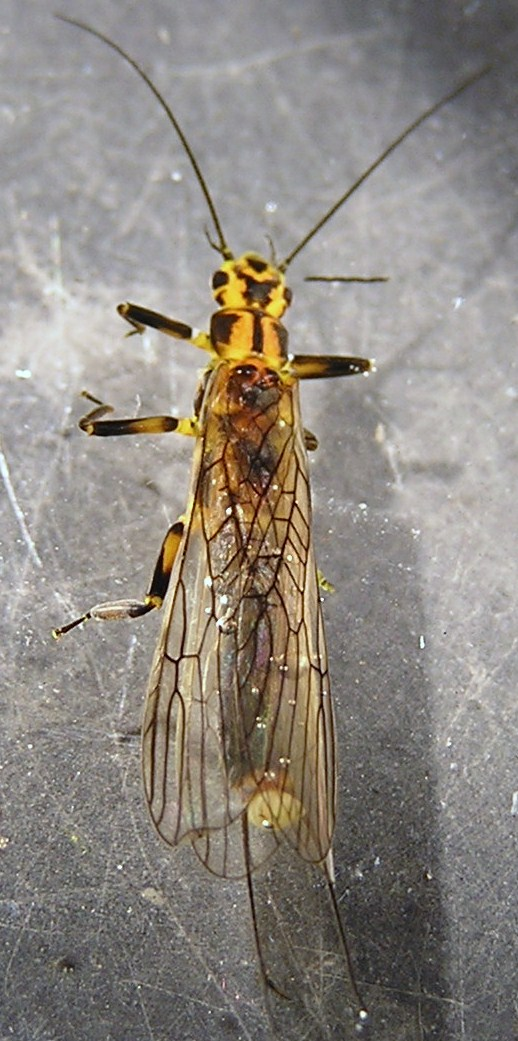